# Slavoljub Muslin
Slavoljub Muslin (Beograd, 15. lipnja 1953.), bivši je srbijanski nogometaš, nogometni trener te bivši izbornik Srbije. Igrao je za Jugoslaviju. Igrao je na poziciji obrambenog igrača.

## Igračka karijera
Sin je Hrvata Duje Muslina iz Splita te majke Srpkinje Danice iz Kragujevca. Rodio se u Beogradu gdje je igrao za OFK Beograd, zatim BASK te Rad nakon čega je potpisao za Crvenu zvezdu.
Bio je stožerni igrač obrane Crvene zvezde 1970-ih godina. U Zvezdi je igrao 6 godina, osvojivši tri naslova prvaka s Crvenom zvezdom, a u sezoni 1978./79. je došao do završnice Kupa UEFA, kad je u dvije utakmice bolja bila Borussia iz Mönchengladbacha.
Igračku je karijeru nastavio u Francuskoj.

## Trenerska karijera
Vodio je klubove iz Francuske, Maroka, Srbije, Ukrajine, Bugarske, Belgije, Rusije, Bjelorusije i Cipra. Izabran je za trenera Srbije, 5. svibnja 2016., no, nakon što je izborio Svjetsko prvenstvo 2018. iznenadno je smijenjen, a na njegovo mjesto postavljen je Mladen Krstajić.